# 臧铁伟

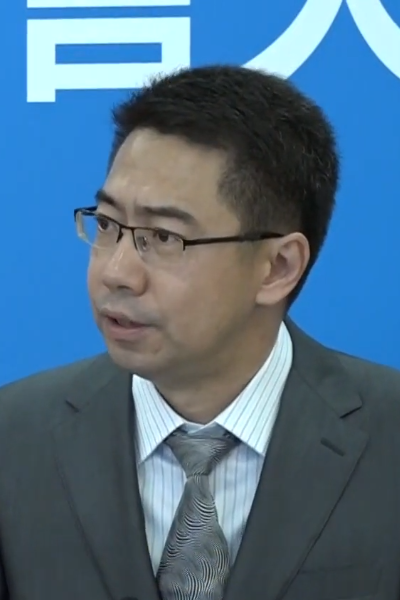
臧铁伟

臧铁伟（1970年4月—），中华人民共和国全国人大常委会法制工作委员会研究室主任，历任法工委刑法室副主任、研究室副主任、研究室主任、法工委新闻发言人，曾任中国刑法学研究会常务理事、中国刑事诉讼法学研究会副会长等职。

## 履历
臧铁伟从事立法工作多年，曾参与中国大陆刑法、刑事诉讼法、治安管理处罚法、国家安全法、道路交通安全法、法官法、检察官法、禁毒法、监狱法、引渡法等多部法律的立法工作，并曾参与相关法律释义编写、宣传工作。

## 著作
曾担任《大智立法：新中国成立70周年立法历程》、《经国之本：中国共产党对国家制度和法律制度的百年探索》副总编。